# Nanicella
Nanicella es un género de foraminífero bentónico de la subfamilia Nanicellinae, de la familia Loeblichiidae, de la superfamilia Fusulinoidea, del suborden Fusulinina y del orden Fusulinida. Su especie tipo es Endothyra gallowayi. Su rango cronoestratigráfico abarca el Frasniense superior (Devónico superior).

## Discusión
Clasificaciones más recientes incluyen Nanicella en la superfamilia Loeblichioidea, del suborden Endothyrina, del orden Endothyrida, de la subclase Fusulinana, de la clase Fusulinata.

## Clasificación
Nanicella incluye a las siguientes especies:
- Nanicella bella †
- Nanicella dainae †
- Nanicella gallowayi †
- Nanicella porrecta †
- Nanicella uralica †
- Nanicella valens †